# Al XVIII-lea amendament la Constituția Statelor Unite ale Americii
Al XVIII-lea amendament la Constituția Statelor Unite a interzis consumul de alcool în Statele Unite ale Americii. Amendamentul a fost propus de Congres pe 18 decembrie 1917 și a fost ratificat de numărul necesar de state la 16 ianuarie 1919. Acesta a fost abrogat prin al XXI-lea amendament la 5 decembrie 1933, fiind singurul amendament anulat din istoria Statelor Unite.
Al optsprezecelea amendament reprezintă suma tuturor acțiunile întreprinse de mișcarea pentru cumpătare⁠(d); acesta susținea că interzicerea comercializării băuturilor alcoolice ar avea un impact pozitiv asupra sărăciei și a altor probleme sociale. Amendamentul ilegaliza producția, transportul și vânzarea de băuturi alcoolice, deși nu interzicea consumul propriu-zis de alcool. La scurt timp după ratificare, Congresul a adoptat Legea Volstead⁠(d) în vederea implementării prohibiției. Potrivit acestei legi, băuturile alcoolice⁠(d), vinul și berea erau toate considerate drept băuturi tari și, prin urmare, erau interzise. Amendamentul a intrat în vigoare la un an după ratificare, mai precis la 17 ianuarie 1920.
Deși consumul de alcool a scăzut în Statele Unite după adoptarea sa, aplicarea sa la nivel național s-a dovedit dificilă, în special în orașe. Băuturile alcoolice de contrabandă⁠(d) și barurile clandestine⁠(d) au devenit populare în multe zone din țară. Pe parcursul anilor 1920, societatea și-a schimbat opinia cu privire la prohibiție, iar candidatul democrat la alegerile prezidențiale din 1931⁠(d) - Franklin D. Roosevelt - a cerut anularea acesteia. Al optsprezecelea amendament a devenit singurul amendament constituțional abrogat integral odată cu ratificarea celui de-al XXI-lea amendament  în 1933.

## Textul
| “ | Secțiunea 1 La un an după ratificare acestui articol, fabricarea, vânzarea sau transportul băuturilor alcoolice destinate consumului, importul acestora sau exportul acestora din Statele Unite și din orice teritoriu aflat sub jurisdicția sa sunt interzise. Secțiunea 2 Congresul și unele state [ale Uniunii] vor avea putere concurentă pentru a implementa acest articol printr-o legislație corespunzătoare. Secțiunea 3 Acest articol nu va fi operant până ce nu va fi ratificat ca amendament la Constituție de către organele legislative ale statelor, așa cum este stabilit în Constituție, în termen de șapte ani de la data înaintării acestuia statelor de către Congres. | ” |

## Context
Al optsprezecelea amendament a fost rezultatul a decenii de campanii împotriva consumului de alcool organizate de mișcarea de cumpătare din Statele Unite, iar în acea perioadă era considerat drept un amendament progresiv. Începând din 1906, Anti-Saloon League⁠(d) (ASL) a inițiat o campanie de interzicere a comercializării băuturilor alcoolice la nivel de stat. Aceștia au susținut discursuri, au distribuit reclame și au organizat proteste publice, declarând că interzicerea vânzării de băuturi alcoolice ar elimina sărăcia și ar avea un impact pozitiv asupra altor probleme sociale precum comportamentul imoral și faptele violente. De asemenea, grupul a susținut că prohibiția ar influența apariția altor tipuri de socializare, familiile ar fi mai fericite, numărul accidentelor de muncă ar scădea și lumea ar fi în general mai bună.Alte organizații, cum ar fi Women's Christian Temperance Union⁠(d), au militat pentru interzicerea vânzării, fabricării și distribuirii de băuturi alcoolice. O bine-cunoscută reprezentantă a mișcării de cumpătare, Carrie Nation⁠(d), a întreprins acțiuni violente împotriva barurilor care comercializau alcool și a ajuns cunoscută la nivel național. Numeroase organe legislative au impus la nivel statal o formă de prohibiție, însă nu au interzis consumul de alcool în gospodării. Până în 1916, 23 din cele 48 de state adoptaseră deja legi împotriva barurilor, unele interzicând chiar fabricarea alcoolului.